# Maria Josepha vom Herzen Jesu Sancho de Guerra

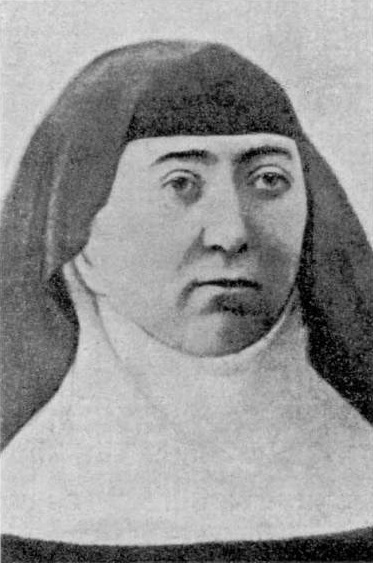
María Josefa Sancho de Guerra

Maria Josepha vom Herzen Jesu Sancho de Guerra (Geburtsname: Maria Josefa Sancho de Guerra, * 7. September 1842 in Vitoria, Spanien; † 20. März 1912 in Bilbao, Spanien) war eine spanische Ordensgründerin. Sie ist eine Heilige in der katholischen Kirche.
Maria Josepha gründete 1871 zusammen mit einigen Gefährtinnen in Bilbao das Institut der Dienerinnen Jesu, das sich vor allem um Kranke in Spitälern, Obdachlose und ältere Menschen kümmert. Ab 1894 musste Maria Josepha an einer schweren Herzkrankheit leiden, an der sie 1912 starb. Zum Zeitpunkt ihres Todes hatte ihre Gemeinschaft 43 Ordenshäuser und über tausend Mitglieder.
Sie wurde von Papst Johannes Paul II. 1992 selig- und 2000 heiliggesprochen.